# Armes de destruction massive en Argentine
La dictature argentine (1976-1983) a lancé un programme nucléaire en 1980, qui fut démantelé au retour de la démocratie en 1983.

## Système de missiles
En 1980, deux missiles sont développés : l'Alacrán et le Cóndor 2. Le Cóndor 2 disposait d'une portée de 1000 km, et fut officiellement démantelé durant la présidence de Carlos Menem sous la pression du gouvernement des États-Unis. La situation actuelle de l'Alacrán est inconnue.

## Armes chimiques et biologiques
L'Argentine a souscrit au Protocole de Genève le 12 mai 1969 et a participé aux campagnes de non-prolifération des armes nucléaires, ratifiée au cours de la Convention sur l'interdiction des armes biologiques en 1979, et la convention sur l'interdiction des armes chimiques le 2 octobre 1995.
Le 5 septembre 1991, l'Argentine, le Chili et le Brésil ont signé l'Accord de Mendoza qui interdit l'usage, le développement, la production, l'acquisition, le transfert ou le dépôt - direct ou indirect - d'armes chimiques et/ou biologiques.
Aux États-Unis, divers virus sud-américains de fièvres hémorragiques ont été isolés, afin d'être utilisés comme armes biologiques, parmi lesquels le virus Junin connu pour provoquer un haut degré de mortalité, de morbidité et une facile contagion via les aérosols.

## Armes nucléaires
L'Argentine a conduit un programme de développement des armes nucléaires sous le régime militaire de 1976, mais le programme fut abandonné après le retour de la démocratie en 1983. 
En 1991, les parlementaires argentins et brésiliens ont signé un accord d'inspection mutuel à travers l'Agence Brasilo-Argentine de Comptabilité et de Contrôle des matières nucléaires (ABACC). Les deux pays s'engagent à utiliser l'énergie nucléaire à des fins pacifiques. 
En février 1995, l'Argentine a souscrit au Traité de non-prolifération nucléaire en tant qu'État non doté d'armes nucléaires. L'Argentine continue d'utiliser l'énergie nucléaire à des fins pacifiques et exporte également la technologie nucléaire pour l'usage civil.